# 艾敬
艾 敬（アイ・ジン、Aì Jìng、1969年9月10日 - ）は中華人民共和国・遼寧省瀋陽市出身のシンガーソングライター、女優。現在はニューヨークを拠点に活動し、画家としても活躍している。

## 人物
1969年、中国遼寧省瀋陽市に生まれる。父親は国家工廠（国営工場）に務める技師。二胡を弾くなど音楽的才能に溢れた人物であるという。母親は満州民族出身の評劇（遼寧省に伝わる伝統歌劇）の女優。三人姉妹の長女である。
生まれ育った街の名前は艶粉街で、これは後に自身のアルバムのタイトルにも用いられる。
幼時より歌声を評価され、歌手になることを志す。
中学卒業後、評劇の専門学校である瀋陽芸術専科学校に入学し、声楽を学ぶ。卒業後は瀋陽歌劇団で活躍した。17歳の時に北京に出て東方歌劇団に入る。在団中に艾静名義で歌手活動を開始。オムニバス・アルバム『開天闢地』に参加し、「信天遊」という楽曲で独特のファルセットを用いた歌声を収めている。その後、上海、広州などに移り住みながら歌手活動を続ける。広州時代にはテレビドラマ『情魔』に出演し、女優としても本格的に活動を開始した。
1990年、北京の中央戯劇学院に入学し、演技と劇作法を学ぶ。在学中に香港映画『ファイブ・ガールズ・アンド・ア・ロープ』に出演。その際、5人の主人公のうち4人が台湾人女優で、艾敬のみが中国大陸出身であったため、台湾での公開を危ぶまれたことがある。
1992年、アルバム「我的1997（私の1997）」でプロデビュー。同アルバムは中国本土・台湾・香港で約50万枚を売り上げる。表題作は中国人が初めて1997年の香港返還について歌った曲として中国および香港で話題になった。この頃にギターを習得し、以降はギターを手に歌うスタイルが一般となる。
1993年、フジテレビ系の深夜番組「アジアNビート」（司会：ユースケ・サンタマリア、文恵子）に出演。日本での知名度を上げる。同年にはドイツで行われた国際音楽祭に中国代表として出演している。
1994年8月、「CLUB ASIA」という合同コンサートで、THE BOOM、ディック・リーらとともに日本武道館のステージを踏み、日本で初めて生の歌声を披露する。同じ催しは名古屋城深井丸広場でも行われた。同年9月、「未来中国への熱き想い 加藤登紀子コンサート」で、加藤登紀子と東京・五反田のゆうぽうとにて共演。この年の秋には国立京都国際会館で行われた「アジアミュージックフェスティバル」に出演し、中国を代表するロック歌手の崔健と日本での共演を果たしている。同年11月にも恵比寿ガーデンプレイスで行われた「アジアミュージックフェスティバル in Tokyo'94」で歌声を披露した。この年には日本のソニー・ミュージックと契約し、日本盤のCDも発売されるようになる。ファーストアルバムの「私の1997」は外国語CD（アジア部門）94年度年間売り上げ1位に輝いた。
1995年4月、東京・新宿の日清パワーステーションで来日ソロ公演を行う。同年9月には「CLUB ASIA」95で、THE BOOM、崔健、ディック・リーとともに再び日本武道館のステージを踏んでいる。この年には、同じ瀋陽生まれの指揮者である小澤征爾との共演も果たした。8月にはNHKの「ときめき夢サウンド」で“ようこそ艾敬（アイ・ジン）”という艾敬メインの回が組まれ、放送されている。
1996年にアメリカに語学留学。以後、アメリカでの活動が増えるようになる。
2000年にも来日し、大阪と東京でソロ公演を行った。それまでトークは北京語で行っていたが、この時はトークは全編、英語を用いている。
THE BOOMの宮沢和史と親交があり、THE BOOMの代表作「島唄」を北京語でカバーしている。日本人歌手の作品では加藤登紀子の「川は流れる」、久保田早紀の「異邦人」も北京語でカバーしている（アルバム『Made In China』収録）。

## ディスコグラフィ
- 我的1997（1992年）
- 艶粉街的故事（1995年）
- 追月（1996年）
- Made In China（1997年）
- 是不是夢（2002年）
- 艾在旅途（2006年）ベストアルバム。「島唄」北京語バージョンに宮沢和史が特別参加。

## 出演映画
- ファイブ・ガールズ・アンド・ア・ロープ（原題：五個女子和一根繩子）（1990年）
- 等候董建華發落（2001年）
- 黒白

## 出演ドラマ
- 情魔（広東電視台。1989年）
- 馬大帥2（2006年）
- 相依年年

## 著書
- 艾在旅途（2004年）